# Kenneth Alan Ribet

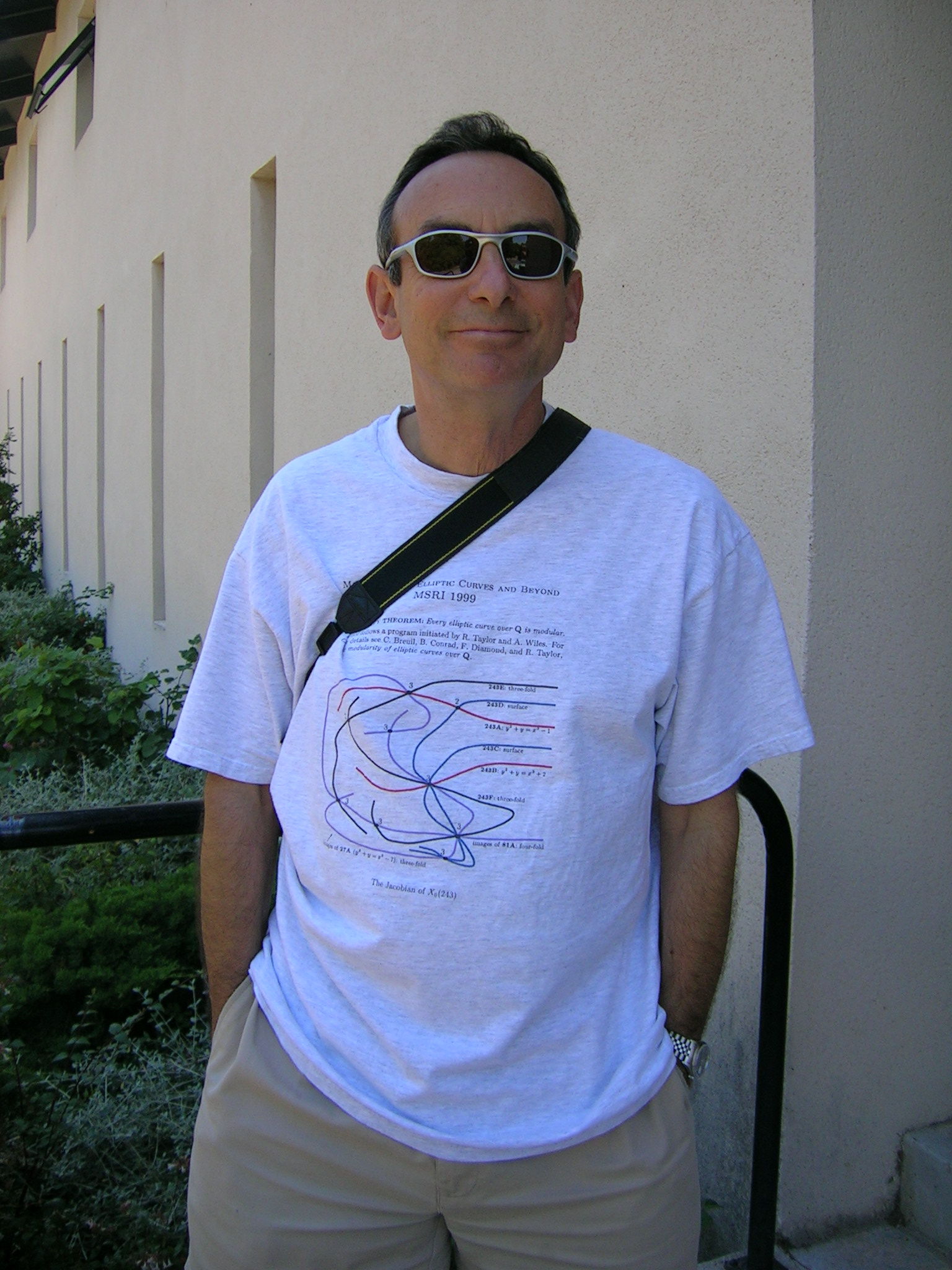
Ken Ribet

Kenneth Alan "Ken" Ribet (28 juni 1948) is een Amerikaans professor in de wiskunde aan de Universiteit van Californië, Berkeley. Zijn wiskundige interesses omvatten de algebraïsche getaltheorie en de algebraïsche meetkunde.
Ribet wordt ervoor gecrediteerd de weg te hebben gebaand voor Andrew Wiles' bewijs van de laatste stelling van Fermat. Ribet bewees dat het epsilon-vermoeden, geformuleerd door Jean-Pierre Serre, inderdaad waar was en daarmee dat de laatste stelling van Fermat voortvloeide uit het vermoeden van Taniyama-Shimura. Cruciaal volgde hier ook uit dat het volledige vermoeden niet nodig was, maar dat een speciaal geval van de modulariteitsstelling, dat van de halfstabiele elliptische krommen, volstond. Een eerdere stelling van Ribet, de stelling van Herbrand-Ribet, het omgekeerde van Herbrands stelling over de deelbaarheidseigenschappen van Bernoulli-getallen, is ook gerelateerd aan de laatste stelling van Fermat.

## Prijzen
- 1989 - de Fermatprijs
- 2017 - de Brouwermedaille van het Koninklijk Wiskundig Genootschap[1]